# Dolšce
Dolšce je vas v Občini Kostanjevica na Krki. Dostop do vasi je po urejeni asfaltirani cesti.